# Urophora vera
Urophora vera
 es una especie de insecto del género Urophora de la familia Tephritidae del orden Diptera.
Valery Korneyev y White la describieron científicamente por primera vez en el año 1996.